# Peter Frederick Rothermel

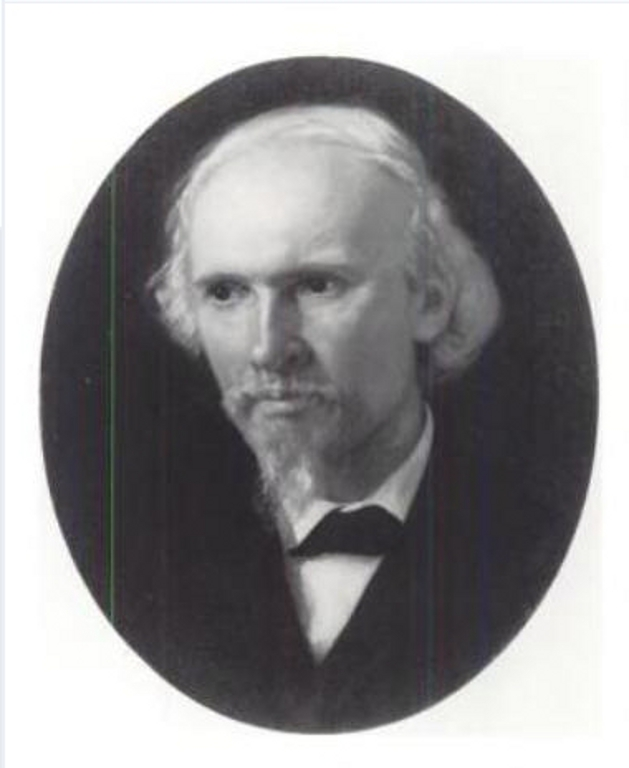
Peter Frederick Rothermel, um 1885

Peter Frederick Rothermel (* 8. Juli 1817 in Nescopeck, Luzerne County, Pennsylvania; † 15. August 1895 in Linfield, Limerick Township, Montgomery County, Pennsylvania) war ein US-amerikanischer Porträt- und Historienmaler sowie Radierer. Als Direktor der Pennsylvania Academy of the Fine Arts gehörte er zu den ersten akademischen Kunstlehrern in den Vereinigten Staaten.

## Leben
Rothermel, Sohn des Gastwirts und Farmers Peter F. Rothermel, arbeitete zunächst als Messgehilfe und zog im Alter von etwa zwanzig Jahren nach Philadelphia, wo er sich als Schildermaler betätigte und Unterricht im Malen und Zeichnen von dem Grafiker, Maler und Kunstlehrer John Rubens Smith und bei dem Maler und Lithografen Bass Otis (1784–1861) erhielt. Nachdem er anfangs als Porträtmaler gewirkt hatte, profilierte er sich seit den frühen 1840er Jahren als Historienmaler. Als solcher trat er 1842 mit dem großformatigen Gemälde Columbus Before the Queen in Erscheinung, in dem bereits die romantischen und dramatischen Qualitäten seiner späteren Bilder angelegt waren, deren Stoffe er der Geschichte, der Literatur und der Bibel entnahm. 1844 begann er als Vizepräsident der Artists’ Fund Society im Kunstleben Philadelphias eine prominente Rolle zu spielen. Von 1847 bis 1855 diente er der Pennsylvania Academy of the Fine Arts als Direktor. In dieser Zeit war er daran beteiligt, an der Akademie einen Lehrplan zu etablieren. 1860 wurde er ihr Academician, später Präsident des Council of Academicians, 1864 Präsident der Artists’ Fund Society. Außerdem gehörte er zum Beirat der Centennial Exhibition. In Philadelphia, in New York City und an anderen Orten nahm er an Ausstellungen teil, 1859 mit drei Bildern am Salon de Paris. Seine Illustrationen sowie Reproduktionen seiner Gemälde erschienen in diversen Journalen, etwa in Godey’s Lady’s Book, Sartain’s Union Magazine of Art and Literature und in The Opal.
Rothermel heiratete Caroline G. Goodhart (1819–1903), die die Söhne John G. Rothermel (1846–1928) und Peter Frederick Rothermel (1850–1929) gebar. 1856 begab sich Rothermel auf eine Europareise, bei der er London, Düsseldorf, München, Genua, Venedig und Florenz besuchte. In Rom und seiner Umgebung hielt er sich während dieser Reise länger auf.

## Werke (Auswahl)
- Columbus Before the Queen, 1842

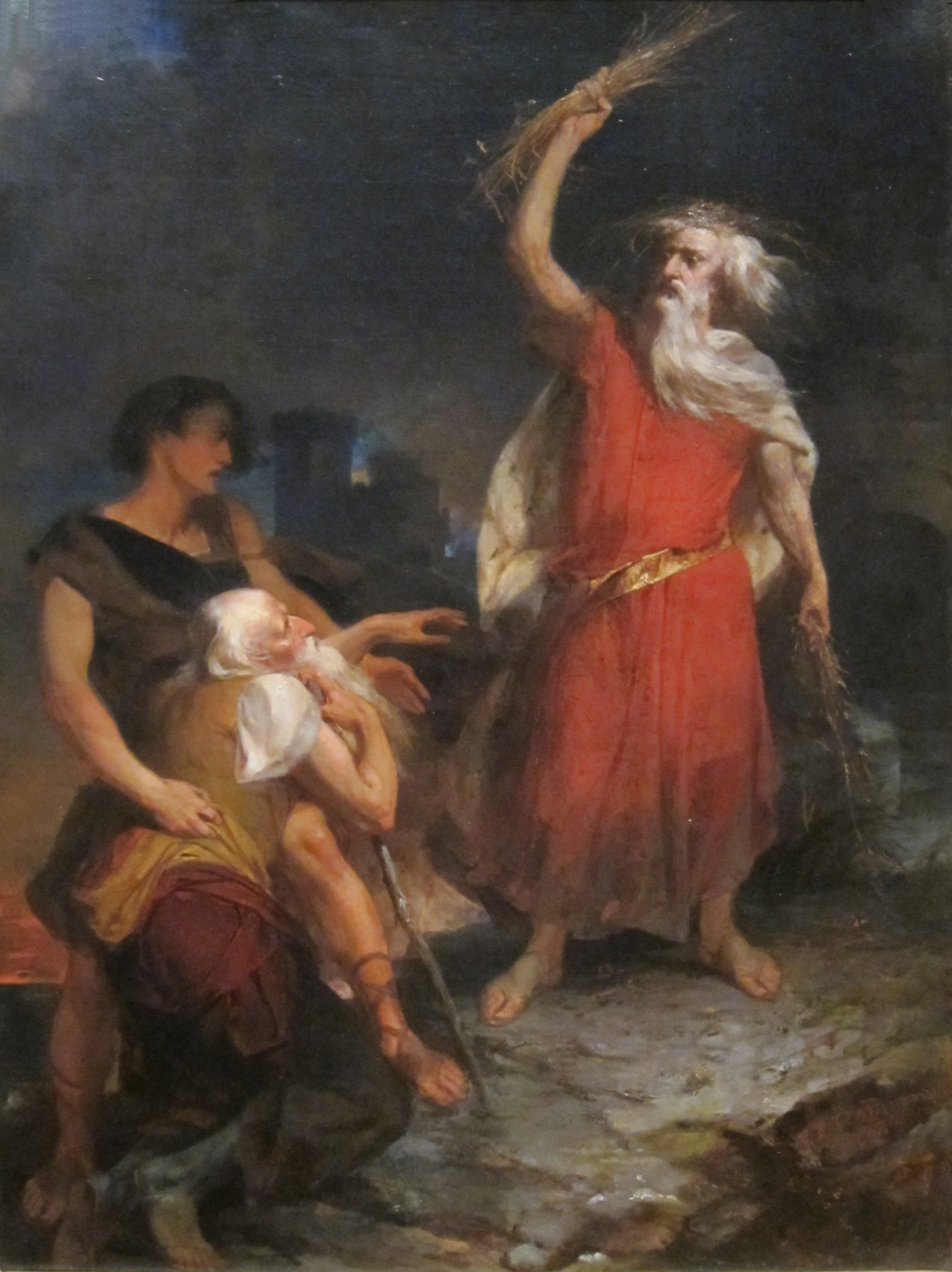
King Lear (The King and the Beggar), 1858

- De Soto Raising the Cross on the Banks of the Mississippi, 1851
- King Lear, 1858, Dayton Art Institute
- First Reading of the Declaration of Independence, 1861
- The Last Sigh of the Moor, 1864
- The Battle of Gettysburg – Picketts Charge, 1867–1870, State Museum of Pennsylvania, Harrisburg